# Coincy (Aisne)
Coincy es una comuna francesa, situada en el departamento de Aisne, de la región de Alta Francia.

## Demografía
| 708 | 752 | 840 | 946 | 1 039 | 1 156 | 1 267 | 1 341 |
| Para los censos de 1962 a 1999 la población legal corresponde a la población sin duplicidades (Fuente: INSEE [Consultar]) |     |     |     |       |       |       |       |